# Siergiej Eisenstein
Siergiej Michajłowicz Eisenstein, ros. Сергей Михайлович Эйзенштейн (ur. 11 stycznia?/23 stycznia 1898 w Rydze, zm. 11 lutego 1948 w Moskwie) – rosyjski reżyser, scenarzysta, montażysta, operator filmowy, scenograf filmowy i teatralny oraz teoretyk filmu. Zaliczany do twórców radzieckiej szkoły montażu. Z jego nazwiskiem łączona jest koncepcja tzw. montażu atrakcji.

## Życiorys
Był synem rosyjskiego architekta Michaiła Eisensteina.
Czołowy przedstawiciel socrealizmu w filmie. Jego twórczość wywarła wielki wpływ na reżyserów wielu pokoleń – zwłaszcza film Pancernik Potiomkin (1925) uznano za jedno z arcydzieł kina światowego.
Montaż traktował jako najważniejszy środek ekspresji. Pracując w teatrze odkrył podstawowe reguły montażu emocjonalnego, które opierały się na osiągnięciu napięcia i zagęszczenia ekspresji artystycznej w ścisłym związku z reakcjami widowni. Aktualizował on owe reguły zaczerpnięte z teatru na własne potrzeby, które z czasem zakończyły się narodzinami montażu atrakcji. Charakteryzowały się one akcentowaniem każdego agresywnego momentu teatru – czyli elementu poddającego odbiorcę oddziaływaniu zmysłowemu lub psychologicznemu, sprawdzony doświadczalnie i mający z matematyczną dokładnością wywoływać emocjonalne wstrząsy receptora. Takie działanie miało na celu porażać i hipnotyzować widzów. Wykorzystał swój pomysł w czasie realizacji między innymi filmów Pancernik Potiomkin (1925) i Październik (1927).
W swoich rozważaniach twierdził, iż ożywienie dramaturgii można osiągnąć nie tylko za pomocą momentów kulminacyjnych, ale dzięki łączeniu kadrów na podstawie innych zasad. Kadry, które nazywał komórkami, zalecał zderzać ze sobą, aby układały się w szeregi wyrażające ludzkie myśli na zasadzie podobnej do tworzenia znaczeń za pomocą hieroglifów. Obraz wody i obraz oka oznaczają – płacz, obraz ucha obok obraz drzwi – słuchanie, pies plus usta – szczekanie, usta plus dziecko – krzyk, usta plus ptak – śpiew, nóż i serce – smutek. Wiąże plany, które są opisowe, jednoznaczne i treściowo neutralne w konteksty o treści intelektualnej. Posługiwał się frazami-wskazówkami i symbolicznymi aluzjami. Uważał, że w kinie większą rolę niż absolutne odpowiedniki odgrywają właściwości plastyczne tworzywa i konkretne uczucia człowieka, które uwarunkowane są tematem utworu.
Eisenstein dążył zatem do rozszerzenia filmowych środków wyrazu poza prostą możliwość przedstawiania fabuły. Konwencjonalny film kieruje uczuciami widza natomiast montaż intelektualny umożliwia kierowanie całym procesem myślowym. W odróżnieniu od montażu narracyjnego, tutaj każde kolejne ujęcie służy rozwinięciu myśli zawartej w poprzednim – a nie posunięciu akcji na przód. Twierdził, że zadaniem reżysera jest stwarzanie spięć na obrazie i wyrażanie myśli za pomocą uzyskanych tą drogą nowych treści i aluzji. W celu wywołania chwilowego szoku należy każdy z elementów obrazu raptownie zmienić, skontrastować w następnym ujęciu. Dzięki czemu nie tylko opowiada on historię, ale równocześnie interpretuje i wyciąga wnioski. Montaż intelektualny napotykał na swojej drodze wiele trudności interpretacyjnych i zamierzony efekt nie docierał
do wszystkich odbiorców. Dlatego w rzeczywistości nigdy nie wyszedł on poza granice eksperymentu.
Operatorem wszystkich jego filmów był Eduard Tisse. Joseph Goebbels stawiał niemieckim reżyserom twórczość Eisensteina, łączącą propagandową skuteczność z wysokimi walorami artystycznymi, jako wzór do stworzenia kinematografii nazistowskiej. Po zawarciu traktatu radziecko-niemieckiego, popularnie zwanego paktem Ribbentrop-Mołotow, Eisenstein stanął ze strony radzieckiej na czele komisji współpracy kulturalnej między obydwoma państwami, a 21 listopada 1940 odbyła się w moskiewskim teatrze Bolszoj premiera inscenizacji Walkirii Richarda Wagnera w jego reżyserii.

## Odznaczenia i nagrody
- Order Lenina (1939)
- Order „Znak Honoru”
- Medal „Za ofiarną pracę w Wielkiej Wojnie Ojczyźnianej 1941–1945”
- Medal „W upamiętnieniu 800-lecia Moskwy”
- Nagroda Stalinowska (1941 oraz 1946)
- Zasłużony Działacz Sztuk RFSRR (1935)

## Filmografia
- 1923: Dziennik Głumowa
- 1924: Strajk
- 1925: Pancernik Potiomkin
- 1928: Październik
- 1929: Stare i nowe
- 1930: Romans sentymentalny
- 1931: Niech żyje Meksyk! (współreż.: Grigorij Aleksandrow, E. Tisse, nieukończony – rekonstrukcja filmu w 1979 pod kier. G. Aleksandrowa)
- 1936: Łąki Bieżyńskie (nieukończony – rekonstrukcja materiałów filmu: Siergiej Jutkiewicz, Naum Kleiman w 1967)
- 1938: Aleksander Newski
- 1944: Iwan Groźny cz. I („Iwan Groznyj”)
- 1946: Iwan Groźny: Spisek bojarów („Iwan Groźny” cz. II – na ekranach od 1958)